# Mont Igikpak
El Mont Igikpak és el cim més alt de les muntanyes Schwatka, una serralada secundària que forma part de la serralada Brooks. Alhora és la muntanya més alta del Parc i Reserva Nacionals de les Portes de l'Àrtida, que es troba a l'estat d'Alaska, als Estats Units. Algunes fonts indiquen que la seva alçada és de 2594 metres. El mont Igikpak es troba al centre-sud del parc nacional, is in the south central part of the national park, molt a prop del naixement del riu Noatak i no gaire lluny dels Arrigetch Peaks. El nom, d'origen esquimal, significa "els dos grans cims" i fou adoptat el 1956 pel Servei Geològic dels Estats Units.
La primera ascensió del cim va tenir lloc el 9 d'agost de 1968 per David Roberts, Chuck Loucks i Al De Maria.